# Yanya (socken i Kina)
Yanya (kinesiska: 燕崖乡, 燕崖) är en socken i Kina. Den ligger i provinsen Shandong, i den östra delen av landet, omkring 120 kilometer sydost om provinshuvudstaden Jinan.
Genomsnittlig årsnederbörd är 865 millimeter. Den regnigaste månaden är juli, med i genomsnitt 304 mm nederbörd, och den torraste är januari, med 8 mm nederbörd.